# Dissoconium aciculare
Dissoconium aciculare är en svampart som beskrevs av de Hoog, Oorschot & Hijwegen 1983. Dissoconium aciculare ingår i släktet Dissoconium och familjen Mycosphaerellaceae.   Inga underarter finns listade i Catalogue of Life.